# Gabriel Grieco
Gabriel Grieco (Buenos Aires, 25 de mayo de 1980) es un director de cine, guionista y productor argentino. Uno de los directores más innovadores del cine local  que se destaca por frecuentar el género Thriller y el suspense incursionando en temáticas ecológicas y/o sociales; lo que le ha otorgado el original título de "Thriller Ambientalista" o "Terror Vegano" a algunos de sus filmes. Es conocido por sus películas: Naturaleza muerta (Disponible en Amazon Prime_Video worldwide, Flow (Argentina), Watch Movies Now y otros... con más de 1 millón de vistas reportadas por las diferentes plataformas), Hipersomnia (Estrenada en Netflix con 732,300 vistas según reportes informados por la plataforma). Y también ha dirigido Respira (disponible en Amazon Prime Video y en Flow), Existir (Disponible en Cine.ar), Maria (en post-produccion) y Lágrimas de Fuego (en produccion).
Sofia Gala es su actriz fetiche, quien junto a Ezequiel De Almeida, han aparecido en cinco de sus films. También trabaja con actores de la talla de Peter Lanzani, Gaston Pauls, Gerardo Romano, Ines Estevez, Luis Machín, Juan Palomino y Leticia Bredice, entre otros.  Sus films se han visto en los festivales de cine de género fantástico más importantes del mundo como: Fantastic Fest (Austin-USA), Bifan (Corea del sur), Sitges Fantastic Film Festival (España), Blood Window y el Marche del Festival de Cannes, entre otros.
Gabriel Grieco es un melómano confeso, contando en sus películas con música original de grandes nombres del Rock Argentino. En Naturaleza muerta participaron Gustavo Cerati y Airbag (banda argentina), y en Hipersomnia fue el turno de Fabiana Cantilo.
Bajo su productora Crep films (crepusculum films), ha producido las películas Natalia Natalia de Juan Bautista Stagnaro y La chica más rara del mundo de Mariano Cattaneo, entre otras.
Sus primeros trabajos como director y/o productor fueron comerciales (diners, carrera, danone, entre otros), cortometrajes, programas de tv (para disney channel) y videoclips muy reconocidos para artistas como: yandel, CNCO, MYA ft. Leslie Grace, Attaque 77, Airbag (banda argentina), Fabiana Cantilo, Miranda!, Bahiano, Melendi, Claudia Puyó, El Bordo (banda), entre otros.

## Biografía Detallada
Debutó en cine con su ópera prima Naturaleza muerta, cuya premier mundial tuvo lugar en el Festival de Cannes en mayo de 2014 (sección Galas de Medianoche) y compitió en más de 10 festivales internacionales, entre ellos el Festival de Cine de Sitges, el Fantastic Fest de Austin USA y el mercado latino Ventana Sur donde obtuvo tres premios a mejor película. Fue protagonizada por Luz Cipriota, Juan Palomino, Nicolás Pauls y Amin Yoma, entre otros.
Su segunda película, Hipersomnia, tuvo su premier mundial en noviembre de 2016 en el 31 Festival Internacional de Cine de Mar del Plata donde obtuvo el premio a Mejor Película de la Sección "hora cero".  Protagonizada por Peter Lanzani, Gerardo Romano, Gustavo Garzon, Nazareno Casero, Chucho Fernández, Jimena Barón, Fabiana Cantilo, Yamila Saud, Sofia Gala, Candela Vetrano, Vanesa González, Belén Chavanne y Florencia Torrente entre otros. 
Su tercera película Respira tuvo su premier mundial en julio de 2019 en el 23th BIFAN Bucheon International Film Festival de Corea del Sur. Protagonizada por Lautaro Delgado, Sofia Gala, Leticia Bredice, Daniel Valenzuela y Gerardo Romano.
Su cuarta película fue Existir cuyo Work in progress se proyecto por primera vez en la competencia oficial WIP del Festival Internacional de Mardel Plata y del BIFFF Market de Bruselas. Protagonizada por Vanesa Gonzalez, Victorio D´Alessandro, Luis Machín, Sofia Gala y el propio Grieco en un papel protagónico. Existir ganó un premio en el festival Nox de Uruguay por ser una película que hace un homenaje a la ciencia ficción, además de participar en festivales como Trieste, Bs As Rojo sangre, Cinemafantasy, entre otros.
Su quinto film es Maria (2024), junto al director Nicanor Loreti. Donde vuelven varios de sus actores y colaboradores de siempre, entre ellos Sofia Gala (su actriz fetiche) y Juan Palomino. También actúan Malena Sánchez, Demián Salomón, y Sergio Boris, entre otros. La película tiene su estreno  comercial en argentina el 13 de junio de 2024 luego de ganar 4 premios internacionales pasando por festivales como Sitges (donde fue su premiere mundial), Frightfest, Trieste Sci Fi Film Festival,  Nightvisions, Obscura, Bars, Cinefantasy, Etreum y festival descubierto, entre otros
Actualmente se encuentra dirigiendo: su primera película en Los Ángeles, Norteamérica, y Lágrimas de fuego, película con guion de Fabiana Cantilo.
Fue el realizador de los videoclips más exitosos del grupo Airbag como Cae el sol, Bajos Instintos y Sonidos criminales, que ganó el premio al Mejor vídeo 2015 en "QuieroTv" y "StereoMusica".
Fue el conductor del programa de televisión Soundtrack emitido por la cadena de televisión argentina Canal CM, el programa muestra el backstage de películas y videoclips desde la visión de un director. Los especiales sobre Michael Jackson, Queen, Rolling Stones, Gustavo Cerati, Miranda!, Airbag y Beatles, fueron algunos de los capítulos más exitosos del ciclo en 2013-2017.
Se ha desempeñado como actor de reparto en algunos de sus filmes y cortometrajes. También protagonizó videoclips como Silbando una ilusión de El Bordo, Mares lejanos de Fernando Blanco de Super Ratones y La Mona Lisa de Aerosol.

## Premios
| Año  | Premio                                                                          | Lugar                                                                     | Película                      |
| ---- | ------------------------------------------------------------------------------- | ------------------------------------------------------------------------- | ----------------------------- |
| 2024 | Premio al mejor director, mejor editor y mención honorífica a la mejor película | Perú (trujillo) - Festival de cine Descubierto                            | Maria                         |
| 2023 | Premio al mejor director/productor por su contribución al cine fantástico       | Brasil - 15th CineFantasy                                                 | Maria                         |
| 2023 | Premio FANTLATAM a la Mejor Película de la región                               | Argentina - 24th Festival Buenos Aires Rojo Sangre - BARS                 | Maria                         |
| 2023 | Mejor película en estado de Work In Progress                                    | Ventana Sur - Blood Window Award                                          | Maria                         |
| 2023 | Mejor Película que rinde tributo al cine de ciencia ficción                     | Uruguay - 8th Nox Film Fest                                               | Existir                       |
| 2020 | Reconocimiento: A la Contribución Artística al Cine de Género Latinoamericano   | Perú - 3th Insolito International film Festival                           | Respira                       |
| 2019 | Premio a la Mejor Fotografía (Diego Poleri)                                     | Argentina - 20th Buenos Aires Rojo Sangre                                 | Respira                       |
| 2018 | Mejor Director / Best Director                                                  | Perú - Insolito International film Festival                               | Hipersomnia                   |
| 2017 | Mejor Director / Best Director                                                  | Brasil - 13th Fantaspoa International film Festival                       | Hipersomnia                   |
| 2017 | Mejor Director / Best Director                                                  | India / Delhi - 4th Noida International Film Fest                         | Hipersomnia                   |
| 2016 | Mejor Película / Best Film "Hora Cero"                                          | 31 Festival Internacional de Cine de Mar del Plata                        | Hipersomnia                   |
| 2015 | Mejor Director / Best Director                                                  | Revista de Cine Fantástico                                                | Naturaleza Muerta             |
| 2014 | Mejor Película / Best Film                                                      | Ventana Sur Market - Bwip x (Festival de Cannes´s Marche Du Film & INCAA) | Naturaleza Muerta             |
| 2015 | Mejor Director VideoClip / Best Director MusicVideo                             | Canal Quiero TV                                                           | Banda: Airbag                 |
| 2015 | Mejor Videoclip / Best Music Video                                              | Premios EnStereo Música                                                   | Videoclip: Sonidos Criminales |
| 2006 | Mención a la Realización                                                        | Buenos Aires Rojo Sangre                                                  | Cortometraje: Griscelda.      |
| 2006 | Mejor Director Cortometraje / Best Short Film Director                          | Festival de Cine de Tapiales                                              | Cortometraje: "O"             |

## Filmografía
Director (largometrajes)
- Lagrimas de Fuego (en producción)
- Maria (2024)
- Existir  (2022)
- Respira (2020)
- Hipersomnia (2017)
- Naturaleza muerta (2015)

Guionista (largometrajes)
- Existir  (2022)
- Respira (2019)
- Hipersomnia (2016)
- Naturaleza muerta (2014)

Actor
- Lagrimas de Fuego...Mario  (en producción)
- Maria...Dario Georges  (2024)
- Existir...Lautaro  (2022)
- Hipersomnia...Cameo en teatro (2016)
- Naturaleza muerta...Policía (2015)
- Airbag, Sonidos Criminales (Music Video)...Raptor (2015)
- Ricardo Becher: Recta final...el mismo (2010)
- Vilma Palma e Vampiros, Estar con vos (Music Video)...Coprotagonista (2010)
- Fernando Blanco, Mares Lejanos (Music Video)...Protagonista (2010)
- Attaque 77, Chance (Music Video)...Novio de Mercedes Oviedo (2006)
- El gauchito Gil: La sangre inocente...Gabriel (2006)
- Jovenes Pordioseros, asesina (Music Video)...Protagonista (2006)
- El Bordo, Silbando una ilusion (Music Video)...Protagonista (2004)
- Attack of the Killer Hog (video, 2003)
- O (cortometraje, 2002)
- Plaga zombie: Zona mutante...Richard Gecko (2001)
- Plaga Zombie...Richard Gecko (1997)

## Prensa (Artículos y entrevistas)
- Diario Hoy (Nota de tapa) - Gabriel Grieco: Desde chiquito quería hacer ciencia ficción
- Diario Clarín - Crítica de Respira de Gabriel Grieco
- Infobae - Gabriel Grieco: En el cine el ego es una herramienta necesaria
- Clarín, Espectáculos (Nota de tapa) - Entrevista a Fabi Cantilo, Gabriel Grieco y Gaston Pauls
- La Capital (Nota de Tapa) - Gabriel Grieco: Los cines ya estaban en caída y este virus terminó por matarlos
- La Nación, Espectáculos (Nota de tapa) - Entrevista Grieco, Cantilo, Pauls
- Telam - Gabriel Grieco: Ovnis y visiones sobrenaturales en un film de aventuras con imágenes reales
- Infobae - Premio a Mejor Director
- Página 12 - Espectáculos Nota de tapa / Entrevista
- Telam - Gabriel Grieco: Los cines estaban en caída y este virus terminó por matarlos
- Cuatro Bastardos - Entrevista
- Pablo McFly - Video Entrevista a Ines Estevez y Gabriel Grieco
- DAC directores - Video Entrevista